# Tlacuatzin canescens
Tlacuatzin canescens là một loài động vật có vú trong họ Didelphidae, bộ Didelphimorphia. Loài này được J. A. Allen mô tả năm 1893.